# Uziel Maltez
Uziel Aimar Maltez Acosta (ur. 20 marca 2002 w Arraiján) – panamski piłkarz pochodzenia francuskiego występujący na pozycji środkowego lub ofensywnego pomocnika, reprezentant Panamy, od 2025 roku zawodnik Universitario.